# 1070. grenadirski polk (Wehrmacht)
1070. grenadirski polk (izvirno nemško 1070. Grenadier-Regiment; kratica 1070. GR) je bil pehotni polk Heera v času druge svetovne vojne.

## Zgodovina
Polk je bil ustanovljen 1. julija 1944. Novembra istega leta so bile enote polka prerazporejene v druge enote.